# Guido z Montpellieru
Guido z Montpellieru (1160, Montpellier – 24. května 1208, Řím) byl francouzský římskokatolický řeholník, zakladatel Řádu svatého Ducha z Montpellier a Bratrstva Ducha svatého. Katolická církev jej uctívá jako blahoslaveného.

## Život
Narodil se roku 1160 jako čtvrtý z osmi dětí Viléma VII. z Montpellieru, pána z Montpellieru a jeho manželky Mathildy Burgundské. Jeho starší bratr Vilém VIII. z Montpellieru se stal nástupcem jeho otce.
Po smrti svého otce roku 1172 se začal věnovat dobročinným aktivitám, kdy v Montpellieru zřídil špitální dům. V té době založil rytířský a špitální Řád svatého Ducha z Montpellier a jeho laickou větev Bratrstvo Ducha svatého. Toto jeho dílo, které bylo určeno pro charitativní činnost a péči o nemocné se ve Francii a i jiných zemích Evropy rychle rozšířilo. Dne 23. dubna 1198 byl jím založený řád schválen bulou papeže Inocence III.
Roku 1204 jej papež Inocenc III. poté, co v Římě zřídil nemocnici Santa Maria de Sassia, pověřil vedením této nemocnice.
Zemřel v Římě dne 24. května 1208.

## Úcta
Dne 18. května 2024 jej papež František ekvivalentně blahořečil v ten den vydaném motu proprio Fide Incensus.
Jeho památka je připomínána 7. února. Bývá zobrazován v řeholním oděvu.